# Rodney Pattisson
Rodney Stuart Pattisson, né le 5 août 1943, est un navigateur britannique. Avec deux titres olympiques, obtenus à Mexico en 1968 et Munich en 1972, ainsi qu'une médaille d'argent à Montréal en 1976, toujours en classe Flying Dutchman, il est resté le navigateur britannique le plus titré aux Jeux olympiques jusqu'à ce que Ben Ainslie le dépasse avec 3 médailles d'or et une médaille d'argent. Pattisson était membre de l'Itchenor Sailing Club .

## Carrière sportive
Pattisson naît à Campbeltown, dans le comté d'Argyll, en Écosse, où son père est affecté comme aviateur pendant la Seconde Guerre mondiale. Sa famille quitte l'Écosse deux mois près sa naissance et il ne vivra jamais en Écosse par la suite.
Il étudie au Pangbourne College, fondé en 1917 sous le nom de Nautical College Pangbourne. Cette institution prépare à la carrière d'officier de la marine marchande, mais nombre de ses élèves rejoignent la Royal Navy, tradition que suit Pattisson.
Il se passionne pour la voile qu'il pratique à un niveau élevé, faisant équipe avec le Londonien Iain MacDonald-Smith. Vainqueurs des épreuves de sélection olympiques, les deux hommes se rendent à Mexico deux mois avant le début des Jeux afin de s'acclimater aux conditions locales. Ils s'imposent devant les équipages ouest-allemand et brésilien, à bord de leur bateau Supercalifragilisticexpialidocious, dont le nom est abrégé par les officiels en Superdocious. Le bateau fait maintenant partie de la collection du National Maritime Museum Cornwall. Pattisson et MacDonald-Smith remportent ensuite les championnats du monde en 1969 et 1970. Entretemps, Pattisson a démissionné de la Royal Navy pour s'entraîner davantage . 
Rodney Stuart Pattisson est de nouveau champion du monde en 1971, avec un autre équipier : Julian Brooke-Houghton. Mais c'est avec un troisième partenaire, Christopher Davies, qu'il conserve son titre olympique à Munich, en 1972 . En 1976, à Montréal, il obtient la médaille d'argent avec Julian Brooke-Houghton. 
Il est porte-drapeau de la délégation britannique lors de la cérémonie d'ouverture des Jeux olympiques de Montréal.
Pattisson est par la suite skipper de Victory 83, le bateau que l'homme d'affaires britannique  Peter de Savary engage dans l'America's Cup en 1983. Il est éliminé par le futur vainqueur, Australia II.
Il est élu au Sailing Hall of Fame.

## Publications
- Rodney Pattisson, Tim Davison et Tim Hore, Tactics (Sail to Win), Camden, Me, International Marine Pub. Co, 1986 (ISBN 0-87742-233-8)
- Rodney Pattisson, Tim Davison et Tim Hore, Boatspeed: supercharging your hull, foils and gear. (Sail to Win), Steyning, W. Sussex, Fernhurst Books, 1986 (ISBN 0-906754-25-9)